# Podufała Turnia
Podufała Turnia (słow. Opálová veža, niem. Isabellaturm, węg. Izabellatorony) – trójwierzchołkowa turnia znajdująca się w południowo-zachodnim żebrze Rogatej Turni po stronie Doliny Wielickiej w słowackiej części Tatr Wysokich. Od Rogatej Turni oddziela ją Podufała Przełączka, a od Podufałej Baszty oddzielona jest siodłem Podufałego Przechodu, przez które biegnie Granacka Ławka. Na wierzchołek Podufałej Turni nie prowadzą żadne znakowane szlaki turystyczne, jest ona dostępna jedynie dla taterników. Szczyt należy do grupy Granackich Turni, wyższej części masywu Granatów Wielickich.
Podufała Turnia jest turnią trójwierzchołkową – środkowy (główny), północno-wschodni (niższy) i południowo-zachodni (niższy). Największą z jej ścian jest ściana południowa, która opada w kierunku Granackiego Kotła.
Nazwa Podufałej Turni pochodzi od jej kształtu. Przymiotnik podufały pochodzi z gwary góralskiej i znaczy tyle co zuchwały.

## Historia
Pierwsze wejścia turystyczne:
- Antonina Englischowa, Karol Englisch i Johann Hunsdorfer junior, 26 lipca 1900 r. – letnie,
- Jerzy Honowski i Czesław Mrowiec, 25 kwietnia 1956 r. – zimowe.